# Pablo Mata Vigil
Pablo Mata Vigil (Gijón, 6 de mayo de 1785 - Oviedo, 12 de marzo de 1852) fue un jurista y político español, rector de la Universidad de Oviedo y ministro durante el reinado de Isabel II de España.

## Biografía
En 1807 se licenció en Derecho y Cánones por la Universidad de Oviedo. Dos años más tarde comenzó a ejercer como abogado en esta ciudad, donde también realizó causas sociales como abogado para las personas con pocos recursos. En plena guerra de independencia, tras ser aprobada la Constitución española de 1812 fue elegido alcalde constitucional de Oviedo, cargo que ocupó hasta 1814. Tres años más tarde, en 1817, fue nombrado profesor de historia y elementos de derecho español en la Universidad de Oviedo. Se trasladó a Gijón, donde ejerció la abogacía en 1821, y fue juez de primera instancia interino en plena vigencia del Trienio Liberal. En 1823 fue procesado por la Junta de Purificaciones, pero, revisado su expediente, fue repuesto en su cátedra.
Fue rector de la Universidad de Oviedo en dos períodos, de 1835 a 1838 y de 1845 a 1851. También fue magistrado del Tribunal Supremo de Guerra y Marina. Fue elegido diputado por Oviedo a las Cortes de 1836, 1837, 1839, 1840 y 1846. Ejerció como ministro de Gracia y Justicia de octubre a diciembre de 1837 en el gabinete de Eusebio Bardají Azara. En 1843 fue elegido senador por Oviedo, y desde 1849 fue senador vitalicio.